# ملعب بن أحمد العبدي
ملعب العبدي معقل نادي الدفاع الجديدي هو ملعب يوجد بمدينة الجديدة تصل سعته إلى 15.000 متفرج, وتوجد به في الوقت الحالي اشغال توسيع طاقته الاستعابية واحتضن الملعب مباريات البطولة الصيفية المغربية. كان هذا الملعب في السابق تابعا لثانوية ابن خلدون بالجديدة وذلك إلى غاية خمسينيات من القرن الماضي. كان يحمل اسم أرشام بو (Archam Baud)، قبل أن يأخذ اسم ابن أحمد العبدي.